# Tysk (sprog)
 For alternative betydninger, se Tysk. (Se også artikler, som begynder med Tysk)
Tysk (Deutsch [ˈdɔʏtʃ] ( lyt)) er et vestgermansk sprog, der afleder størstedelen af sit ordforråd fra den germanske gren af den indoeuropæiske sprogfamilie. Flere tyske ord stammer fra latin og græsk, og nogle få er låneord fra fransk og engelsk. Blandt de sprog, som har mest til fælles med tysk er Afrikaans, hollandsk, engelsk, frisisk og Letzeburgsk. Ligesom flere af dem har det tyske sprog tre grammatiske køn og tre vokaler med umlaut (Ä/ä, Ö/ö, and Ü/ü) foruden de 26 standardbogstaver i det latinske alfabet. Bogstavet ß (en særlig slags "s(s)", kaldet "Eszett" eller "scharfes Es", som stammer fra ligatur af arkæiske udgaver af bogstaverne s og z), findes kun på tysk.
Tysk er det officielle og mest talte sprog i Tyskland, Østrig, Schweiz, den italienske provins Sydtyrol (Alto Adige) og Liechtenstein; det er også et officielt sprog i Belgien og Luxembourg. Tysk er et pluricentrisk sprog med de minimalt forskellige standardiserede varianter (tysk, østrigsk og schweizisk). Det er også bemærkelsesværdigt for sit brede spektrum af dialekter, hvoraf der eksisterer mange unikke variationer i Europa såvel som i andre dele af verden. På grund af den begrænsede forståelighed mellem bestemte varianter og standardtysk, såvel som manglen på en ubestridt, videnskabelig forskel mellem en "dialekt" og et "sprog", omtales nogle tyske varianter eller dialektgrupper (heriblandt plattysk/Plautdietsch) somme tider både som "sprog" og "dialekter".
Tysk er modersmål for omkring 95 millioner mennesker og er dermed et af verdens største sprog. Det er ligeledes det mest udbredte modersmål i EU. Tysk er også det tredjemest underviste fremmedsprog i både USA og EU, det næstmest anvendte videnskabelige sprog, den tredjestørste bidragsyder til forskning og udvikling samt det tredjemest anvendte sprog på websider. Tyskland er nummer 5 hvad angår årlig udgivelse af nye bøger, og en tiendedel af alle bøger i verden (inklusive e-bøger) udgives på tysk.

## Geografisk fordeling

### Europa
Tysk tales hovedsageligt i Tyskland (modersmål for mere end 95% af befolkningen), Østrig (89%) og Schweiz (64%) som sammen med Liechtenstein, Luxembourg (D-A-CH-Li-Lux) er de lande, hvor tysk er et hovedsprog.
Andre tysktalende lokalsamfund findes i Italien (Sydtyrol), i de østlige kantoner i Belgien, i det franske område Alsace, som ofte er blevet krigsbytte mellem Tyskland og Frankrig, samt i nogle grænsebyer i Sønderjylland (Nordslesvig) i Danmark.
Der findes stadig nogle tysktalende lokalsamfund i Rumænien, Tjekkiet, Polen, Ungarn og specielt Rusland og Kazakhstan, selv om tvungen udvisning efter anden verdenskrig og massiv emigration til Tyskland i 1980'erne og 1990'erne har lagt flere af disse lokalsamfund øde. Det tales også af indvandrere og deres efterkommere i Portugal, Spanien, Italien, Marokko, Ægypten, Israel, Cypern, Tyrkiet, Grækenland, Storbritannien, Holland, Skandinavien, Sibirien i Rusland, Ungarn, Rumænien, Bulgarien og det tidligere Jugoslavien.
En betragtelig del af den indfødte befolkning taler tyske dialekter i Luxembourg og omegn. Nogle folk taler også standardtysk (specielt i Luxembourg), selv om fransk har erstattet de lokale tyske dialekter som officielt sprog i Alsace og Lorraine, mens tysk ofte tales på gaden.
Den gang da den danske grænse lå ved Hamborg, havde en tredjedel af Danmarks befolkning tysk som modersmål.

### Uden for Europa
Uden for Europa og det tidligere Sovjetunionen findes de største tysktalende lokalsamfund i USA, Canada, Brasilien og Argentina, som millioner af tyskere er migreret til i de sidste 200 år; men størstedelen af deres efterkommere taler ikke længere tysk. Herudover kan der findes tysktalende grupper i den tidligere tyske koloni Namibia, såvel som i andre lande med tysk emigrering, såsom Mexico, Dominikanske republik, Paraguay, Uruguay, Chile, Peru, Venezuela (hvor Alemán Coloniero langsomt opstod), Sydafrika og Australien.

#### Sydamerika
I Brasilien findes den største koncentration af tysktalere i Rio Grande do Sul (hvor Riograndenser Hunsrückisch blev udviklet), Santa Catarina, Paraná og Espírito Santo, men der findes også områder med tysktalende efterkommere i Argentina, Paraguay og Chile. I det 20. århundrede har over 100.000 tyske politiske flygtninge og inviterede entreprenører slået sig ned i Latinamerika, såsom i Costa Rica, Panama, Venezuela og den Dominikanske Republik og har etableret tysktalende enklaver.

#### Nordamerika
Tysk er i USA det femte mest talte sprog i hjemmet (~ 1,4 millioner) efter engelsk, spansk, kinesisk og fransk ifølge en folketælling fra 2000. USA har dermed en af de største koncentrationer af tysktalere uden for Europa. Staterne North Dakota og South Dakota er de eneste stater, hvor tysk er det oftest talte sprog næst efter engelsk (det næstmest talte sprog i andre stater er enten spansk eller fransk). Et tegn på den tyske tilstedeværelse er navnene på byer og landsbyer som Munich, Karlsruhe og Strasburg, North Dakota, New Braunfels og Muenster, Texas og Kiel, Berlin og Germantown. I løbet af det 20. århundrede er mange af efterkommerne af immigranter fra det 18. og 19. århundrede ophørt med at tale tysk i hjemmet. Mindre befolkninger af gamle (såvel som nogle unge) tysktalende kan findes i Pennsylvania, Kansas (Mennoniter og Volga-tyskere), North Dakota, South Dakota, Montana, Texas, Wisconsin, Indiana, Louisiana og Oklahoma. I starten af det 20. århundrede blev oftest immigreret til St. Louis, Chicago, New York, Pittsburgh og Cincinnati. Størstedelen af bølgen efter anden verdenskrig kom til New York, Philadelphia, Los Angeles, San Francisco og Chicagos byområder, og til Florida, Arizona og Californien, hvor der er store samfund af pensionerede tyske, schweiziske og østrigske udvandrere.[kilde mangler]
I Canada findes der ifølge en folketælling fra 2006 622.650 tysktalende, mens der findes folk med tysk slægtskab (tysk-canadiere) over hele landet. Der findes specielt tysktalende fællesskaber i Britisk Columbia (118.035) og Ontario (230.330). Der er et stort og dominerende tysk fællesskab i byen Kitchener, som tidligere blev kaldt Berlin. Tyske immigranter var nøglepersoner i landets tre største bymæssige bebyggelser: Montreal, Toronto og Vancouver og efter 2. verdenskrig lykkedes det tyske immigranter at bevare flydende tysk i deres respektive nabolag og kvarterer. I den første halvdel af det 20. århundrede gjorde over en million tysk-canadiere sproget til et af Canadas mest talte efter fransk.
I Mexico findes der også store befolkningsgrupper af tysk herkomst, hovedsageligt i byerne Mexico City, Puebla, Mazatlán, Tapachula og større grupper spredt i delstaterne Chihuahua, Durango og Zacatecas. Det siges også, at der findes mange folk af tysk slægtskab i nabobyerne til Guadalajara og store dele af det nordlige Mexico, hvor den tyske indflydelse blev en del af den mexicanske kultur. Højtysk tales af de velstående tyske samfund i Puebla, Mexico City, Nuevo Leon, San Luis Potosi og Quintana Roo.

##### Dialekter i Nordamerika
De dialekter af tysk, der tales eller blev talt primært i kolonier eller lokalsamfund grundlagt af tysktalende, minder meget om dialekterne fra de regioner, hvorfra de kom. For eksempel minder Pennsylvania-tysk om dialekterne fra Rheinland-Pfalz, og hutterisk tysk minder om dialekter fra Kärnten. Texas-tysk er en dialekt, som tales i områder af Texas, som blev beboet af folk fra Adelsverein, såsom New Braunfels og Fredericksburg. I Amana-kolonierne i delstaten Iowa tales Amana-tysk. Plattdüütsch er et stort minoritetssprog talt i det nordlige Mexico af grupper af Mennonitter, og tales af mere end 200.000 i Mexico.
Hutterisk tysk er en overtysk-dialekt af østrigsk-bøhmisk oprindelse, som tales af Hutteritter i Canada og USA, hovedsageligt i de amerikanske delstater Washington, Montana, North Dakota og South Dakota samt Minnesota, og i de canadiske provinser Alberta, Saskatchewan og Manitoba. Dets talere tilhører nogle Schmiedleit, Lehrerleit og Dariusleit hutteriske grupper, men der findes også talere blandt de ældre generationer af Prairieleit (efterkommere af de hutteritter, som valgte ikke at slå sig ned i kolonier). Hutteritters børn, som vokser op i kolonierne, lærer at tale hutterisk tysk, før de lærer engelsk i grundskolen. Mange kolonier fortsætter med tysk i skolen, separat fra den offentlige skole, op gennem hele en elevs obligatoriske uddannelse.

#### Oceanien
Delstaten South Australia oplevede en stor bølge af tyske immigranter fra Preussen (specielt fra Schlesien) i 1840'erne. Med den længerevarende isolation og kontakt med australsk engelsk har nogle antydet, at det har dannet en unik dialekt kendt som Barossatysk som hovedsageligt tales i Barossa Valley nær Adelaide. Brugen af sproget sank betragteligt ved første verdenskrigs komme og de medfølgende anti-tyske følelser i befolkningen. Dialekten blev fortsat brugt som et modersmål langt ind i det 20. århundrede, men dens brug er nu begrænset til nogle få, ældre borgere.

##### Kreolsprog
Der eksisterer et vigtigt tysk kreolsprog, Unserdeutsch, som blev talt i den tidligere tyske koloni Papua Ny Guinea, i Mikronesien og i det nordlige Australien (dvs. langs kysten i Queensland og Vestaustralien). Sproget er tæt på at uddø, hvis ikke allerede uddødt, og videnskabsfolk har gjort flere forsøg på at genoplive interessen i det.

#### Internet
Ifølge Global Reach (2004) er 6,9% af de besøgende på internettet tyske. Ifølge Netz-tipp (2002) er 7,7% af alle hjemmesider skrevet på tysk, hvilket gør det til det næstmest benyttede sprog fra den europæiske sproggruppe efter engelsk. De rapporterer også, at 12% af Googles brugere benytter den tyske brugergrænseflade.
Ældre statistikker som Babel (1998) fandt nogenlunde tilsvarende demografik. FUNREDES (1998) og Vilaweb (2000) fandt begge, at tysk er det tredjemest benyttede sprog på hjemmesider efter engelsk og japansk.

## Sprogets navn
I tidligt engelsk havde man ordet theodisc, der i 1400-tallet ved lydforskydninger var blevet til Dutch. Ordet betød "folkesprog"; den første stavelse tilsvarer norrønt tjod, der betød "folk".  Så sent som i 1500-tallet beskrev det både højtysk, lavtysk og hollandsk. Det område, hvor sproget blev talt, kaldte man Dutchland, og en mand derfra var en Dutchman. Efterhånden gik man over til at omtale kystområdet som the Netherlands (= Nederland), og Dutch beholdt man som betegnelse på sproget dér. Når det gjaldt Tyskland, gik man over til at benytte ordet German både for befolkningen i Germany (= Tyskland), og det sprog, de talte. Det var påfaldende, når sproget ikke hed sådan i Tyskland eller noget andet sted. Imidlertid begyndte tyskerne selv fra 1500-tallet på latin at kalde sproget germanica lingua, under indflydelse af Tacitus' værk Germania. Tidligere havde de kaldt landet Deutschland, som blev til regnum Teutonicum når de skrev latin, mens sproget blev kaldt teutonica lingua.
En tysk begejstring for en germansk fortid og for teutonerne – den tyske ridderorden hed på latin Ordo teutonicus – førte til, at stavemåden deutsch for "tysk" blev ændret til teutsch. von Grimmelshausens roman Der abenteuerliche Simplicissimus Teutsch og Karl Heinzens Reise eines teutschen Romantikers nach Batavia er eksempler; ligeså Walhallas Genossen (= Valhallas kammerater) af kong Ludwig 1. af Bayern (1842). Teutons er på engelsk stadig et skældsord for "tyskere".

## Historie
Sprogets historie begynder med det højtyske konsonantskifte under folkevandringstiden, hvilket adskilte højtyske dialekter fra almindelige vestgermanske sprog. De tidligste spor af oldhøjtysk er fra spredte ældre futhark-inskriptioner, specielt på alemannisk fra det 6. århundrede; den tidligste ordbog (Abrogans) stammer fra det 8. århundrede, og de ældste sammenhængende tekster (Hildebrandslied, Muspilli og Merseburgformlerne) fra det 9. århundrede. Oldsaksisk tilhørte på dette tidspunkt det nordsøgermanske kulturelle område, og nedersaksisk bør falde under tysk snarere end anglo-frisisk indflydelse under det tysk-romerske Rige.
Efter at Tyskland blev opdelt i mange forskellige delstater, var den eneste kraft, som arbejdede for en samling eller standardisering af tysk i en periode på flere hundrede år, at forfattere forsøgte at skrive, så det kunne forstås af flest muligt.
Da Martin Luther oversatte Biblen (det nye testamente i 1522 og det gamle testamente udgivet og færdiggjort i 1534), baserede han hovedsageligt sin oversættelse på det bureaukratiske standardsprog, som taltes i Sachsen (sächsische Kanzleisprache) også kendt som Meißner-Deutsch (Meißner-tysk), som var det mest udbredte sprog, fordi regionen, hvor det taltes, var en af de mest indflydelsesrige tyske delstater.[kilde mangler] Dette sprog var baseret på østlige høj- og østlige centraltyske dialekter, og bevarede meget af det grammatiske system fra middelhøjtysk (i modsætning til de talte tyske dialekter i det centrale og nordlige Tyskland, som allerede på det tidspunkt begyndte at miste genitiv og præteritum). I begyndelsen havde eksemplarer af Biblen en lang liste for hver region af oversatte ord, som var ukendte i den regionale dialekt. Romersk-katolikker forkastede til at begynde med Luthers oversættelse og forsøgte at skabe deres egen katolske standard (gemeines Deutsch) — som dog kun var anderledes end "protestantisk tysk" på få punkter. Det varede frem til midten af det 18. århundrede, før dere blev skabt en standard, som blev bredt accepteret. Det blev enden på perioden med tidlig nyhøjtysk. I 1901 sluttede den Anden Ortografiske Konference med en fuldstændig standardisering af det tyske sprog i skriftlig form, mens Deutsche Bühnensprache allerede havde etableret staveregler for tysk tre år tidligere, som senere blev obligatoriske for generel tysk udtale.
Tysk plejede at være handels- og regeringssprog i det habsburgske monarki, som omfattede en stor del af det centrale og østlige Europa. Indtil midten af det 19. århundrede var det i realiteten det sprog, som byfolk brugte i det meste af riget. Det angav, at taleren var købmand, bybo, og ikke af deres nationalitet. Nogle byer, som Prag og Budapest (tysk: Ofen), blev gradvist germaniseret, efter de kom med i det habsburgske domæne. Andre som Bratislava (tysk: Pressburg) blev befolket i den habsburgske periode, og var på det tidspunkt hovedsagelig tysk. Nogle få byer som Milano (tysk: Mailand) forblev primært ikke-tyske. De fleste byer var dog i denne periode tysktalende, selv om de var omgivet af territorier, der talte andre sprog.
Indtil omkring 1800 var standardtysk næsten kun et skrevet sprog. På dette tidspunkt lærte folk i bymæssige områder i det nordlige Tyskland, der talte plattyske dialekter, som var meget anderledes end standardtysk, sproget næsten som et fremmedsprog og forsøgte at udtale det så tæt på stavningen som muligt. Normative udtalevejledninger plejede at betragte nordlig tysk udtale som standarden. Den egentlige udtale af standardtysk varierer dog fra region til region.
Medier og skrevne værker produceredes næsten alle på standardtysk (ofte kaldet Hochdeutsch på tysk, der ikke må forveksles med højtysk (dialektgruppe)). Det var i alle områder, hvor der tales tysk, bortset fra hos børnehaveklassebørn i områder, hvor der kun tales en dialekt, for eksempel i Schweiz og Østrig. Med udbredelsen af fjernsynet lærer de fleste børn dog også at forstå standardtysk, før de når skolealderen.
Brødrene Grimms første ordbog i 16 dele, der udkom mellem 1852 og 1860, blev den første omfattende vejledning til ordene i det tyske sprog. I 1880 fremkom grammatiske og ortografiske regler for første gang i Duden. I 1901 blev det erklæret som standarddefinitionen på det tyske sprog. Officielle revisioner af nogle af disse regler blev ikke udsendt før i 1998, da den tyske stavereform fra 1996 blev officielt udstedt af regeringsrepræsentanter fra alle tysktalende lande. Siden reformen har tysk stavning været i en otte-års overgangsperiode, hvor den reformerede stavning læres på de fleste skoler, mens traditionel og reformeret stavning eksisterer side om side i medierne.
Den tyske stavereform (retskrivningsreform) fra 1996 førte til offentlige kontroverser og polemik. Nogle delstatsparlamenter (Bundesländer) ville ikke acceptere den (Nordrhein-Westfalen og Bayern). Uenigheden nåede på et tidspunkt højesteret, som gjorde kort proces, og erklærede, at delstaterne havde ret til selv at bestemme, og at kun i skoler kunne reformen være den officielle regel – alle andre kunne fortsætte med at skrive, som de havde lært. Efter 10 år, uden nogen indblanding fra det føderale parlament, blev en stor, men ufærdig revision gennemført i 2006, tidsnok til det nye skoleår 2006. I 2007 blev nogle gamle stavemåder endelig gjort ugyldige. Det eneste sikre og let genkendelige tegn på, at en tekst overholder reformen er -ss i slutningen af ord som dass og muss. Klassisk stavning forbød denne endelse, og brugte i stedet daß og muß. (Den gamle regel sagde: ss mellem to vokaler, hvoraf den første er kort; den nye regel siger ss efter kort vokal).
Den stigende brug af engelsk i Tysklands højere uddannelsessystemer som i forretningsverdenen og populærkulturen, har fået flere tyske akademikere til at udtale, at tysk er et sprog på tilbagegang i sit hjemland. For eksempel udtalte Ursula Kimpel fra Tübingen-universitetet i 2005, at "tyske universiteter tilbyder flere kurser i engelsk, fordi et større antal studerende kommer fra udlandet. Tysk er desværre et sprog i tilbagegang. Vi behøver og ønsker, at vores professorer skal kunne undervise effektivt på engelsk".

## Standardtysk
Standardtysk begyndte ikke som en dialekt fra en specifik region, men som et skriftsprog. Der findes dog steder, hvor den traditionelle regionale dialekt er blevet erstattet af standardtysk; som i store områder i Nordtyskland, men også i større byer i andre dele af landet.
Standardtysk afviger regionalt, mellem tysktalende lande, i ordbøger og i nogle tilfælde af udtale og grammatik og ortografi. Denne variation må ikke forveksles med lokale dialekters variation. Selv om de regionale varianter af standardtysk kun til en vis grad er påvirket af lokale dialekter, er de meget særlige. Tysk betragtes derfor som et pluricentrisk sprog.
I de fleste regioner tales en helhed af blandinger fra mere dialektiske varianter til standardvarianter alt efter situation.
I de tysktalende dele af Schweiz bruges der meget sjældent blandinger af dialekt og standard, og brugen af standardtysk er hovedsagelig begrænset til skriftsproget. Schweizisk standardtysk bruges i det schweiziske uddannelsessystem.

### Officiel status
Standardtysk er det eneste officielle sprog i Liechtenstein og Østrig; det deler status som officielt sprog i Tyskland (med dansk, frisisk og vendisk som minoritetssprog), Schweiz (med fransk, italiensk og rætoromansk), Belgien (med hollandsk og fransk) og Luxembourg (med fransk og Letzeburgsk). Det bruges som et lokalt officielt sprog i Italien (Sydtyrol), såvel som i byerne Sopron (Ungarn), Krahule (Slovakiet) og flere byer i Rumænien. Det er sammen med italiensk den vatikanske schweizergardes officielle sprog.
Tysk har en officielt anerkendt status som regionalt sprog eller hjælpesprog i Danmark (Sønderjylland), Frankrig (Alsace og Moselle), Italien (Gressoneydalen), Namibia, Polen (Opole) og Rusland (Asowo og Halbstadt).[kilde mangler]
Tysk er et af EU's 23 officielle sprog. Det er det sprog i EU, som flest indbyggere har som modersmål, og det er det næstmest talte sprog i Europa efter engelsk og før fransk.

### Tysk som modersmål og fremmedsprog
Tysk er det tredjemest lærte fremmedsprog i den engelsktalende verden efter fransk og spansk.
Det er hovedsprog for omkring 90–95 millioner mennesker i Europa (pr. 2004), eller 13,3% af alle europæere, og er dermed det næstmest talte modersmål i Europa efter russisk og over fransk (66,5 millioner talere i 2004) og engelsk (64,2 millioner talere i 2004). Det er dermed også det mest talte modersmål i EU. Det er det næstmest kendte fremmedsprog i EU. Det er et af de tre arbejdssprog for Europa Kommissionen sammen med engelsk og fransk. 32 % af befolkningen i EU-15-landene siger, at de kan konversere på tysk (enten som modersmål eller fremmedsprog). Dette er blevet hjulpet på vej af den udbredte dækning af tysk tv via kabel-tv eller satellit.
Tysk var engang, og er til en vis grad stadigvæk, et lingua franca i det centrale, østlige og nordlige Europa.

## Dialekter
Tysk er et af de vestgermanske sprog fra germanske sprogstamme, som selv er en del af den indoeuropæiske sprogstamme. De tyske dialekter er de traditionelle lokale varianter, og mange af dem er svært forståelige for en person, der kun kender standardtysk, pga. forskelle i ordforråd, fonologi og syntaks. Hvis man anvender en snæver definition af "sprog" baseret på gensidig forståelse, betragtes mange tyske dialekter som separate sprog. Dette synspunkt er dog ikke særlig udbredt i tysk lingvistik.
Det tyske dialektkontinuum opdeles normalt bredest i højtysk og plattysk, også benævnt nedersaksisk. Historisk set tilhører højtyske dialekter og nedersaksiske/plattyske dialekter dog slet ikke det samme sprog. Alligevel betragtes nedersaksisk/plattysk i dagens Tyskland som en dialektisk variant af standardtysk på et funktionelt niveau, selv af mange der har det som modersmål. Det samme fænomen ses i det østlige Holland, hvor de traditionelle dialekter ikke altid identificerer sig med deres nedersaksiske/plattyske oprindelse, men derimod med hollandsk.
Variationen i tyske dialekter er betragtelig, og det ses ofte at det kun er nabodialekter, der kan forstå hinanden. Nogle dialekter er uforståelige for folk, der kun kender standardtysk. Alle tyske dialekter tilhører dog dialektkontinuumet mellem de højtyske og nedersaksiske sprog.

### Nedertysk
Middelnedertysk var lingua franca i Hansestæderne, og det dominerende sprog i Nordtyskland. Dette ændrede sig i det 16. århundrede: i 1534 udkom Lutherbiblen, og denne oversættelse blev betragtet som et vigtigt skridt hen mod udviklingen af tidlig nyhøjtysk. Den søgte at gøre sig forståelig for en meget bred skare, og var sprogligt set hovedsageligt baseret på middel- og øvretyske varianter. Tidlig nyhøjtysk blev mere velanset end plattysk, og blev snart det foretrukne sprog indenfor videnskab og litteratur. Omkring samme tid mistede Hansestæderne, der var baseret i de nordlige havne, sin vigtighed efterhånden som der blev etableret nye handelsruter til Asien og Amerika, mens de mest magtfulde tyske stater i perioden befandt sig i Midt- og Sydtyskland.
Det 18. og 19. århundrede bar præg af masseuddannelse i standardtysk i skolerne. Plattysk begyndte gradvist at blive politisk set som en dialekt, der kun blev talt af folk uden dannelse. I dag kan nedertysk opdeles i to grupper: nedertyske varianter med en vis påvirkning fra standardtysk, og varianter af standardtysk med en nedertysk påvirkning kendt som Missingsch. Somme tider grupperes nedertyske og lavfrankiske varianter sammen fordi de begge er upåvirkede af den højtyske konsonantforskydning. Mængden af befolkningen som kan forstå og tale det er dog dalet væsentligt siden 2. verdenskrig.

### Højtysk
Højtysk er opdelt i centraltysk, højfrankisk (en overgangsdialekt) og Oberdeutsch. Blandt centraltyske dialekter er ripuarisk, moselfrankisk, rhinfrankisk, middelhessisk, østhessisk, nordhessisk, thüringisk, schlesisk, Lorraine-frankisk, Mittelalemannisch, øvresaksisk, højpreussisk og Lausitzisch-Neumärkisch. Det tales i det sydøstlige Nederlandene, østlige Belgien, Luxembourg, dele af Frankrig og dele af Tyskland omtrent mellem floden Main og den sydlige kant af den nordtyske Slette. Moderne standardtysk er hovedsageligt baseret på centraltysk, selvom den almindelige (omend ikke lingvistisk korrekte) tyske betegnelse for moderne standardtysk er Hochdeutsch, dvs. højtysk.
De Mosel-frankiske varianter, der tales i Luxembourg, er blevet officielt standardiserede og institutionaliserede, og betragtes normalt som et helt separat sprog kaldet Letzeburgsk.
De to højfrankiske dialekter er østfrankisk tysk og sydfrankisk tysk.
Dialekter af Oberdeutsch omfatter elsassisk, bairisk, Alemán Coloniero, Main-Frankisk, zimbrisk, hutterisk, fersentalerisk, schwabisk, schweizertysk og walsertysk. De tales i dele af Alsace, det sydlige Tyskland, Liechtenstein, Østrig, samt de tysktalende dele af Schweiz og Italien.
Wymysorys er en højtysk dialekt, der stammer fra Wilamowice i Polen, og Sathmarisch og Siebenbürgisch er højtyske dialekter i Rumænien. De højtyske varianter, der tales af ashkenazi-jøder (mest i det tidligere russiske rige) har flere unikke egenskaber, og betragtes normalt som et separat sprog, Yiddish. Det er det eneste germanske sprog, som ikke bruger det Latinske alfabet som basis for sit standardalfabet.

## Grammatik
Tysk er et flekterende sprog med tre grammatiske køn; således kan der udledes en lang række ord fra den samme rod.

### Navneordsbøjning
Tyske navneord bøjes i kasus, køn og antal (numerus):
- et af fire kasus: nominativ, akkusativ, genitiv og dativ.
- et af tre køn: hankøn (maskulinum, männliches Geschlecht), hunkøn (femininum, weibliches Geschlecht) eller intetkøn (neutrum, sächliches Geschlecht').
- et af to antal (numerus): ental (singularis) eller flertal (pluralis).

Endelser kan afsløre grammatisk køn: for eksempel er 
- navneord, der ender på ...ung, ...schaft (-skab), ...keit, ...ei, ...heit (-hed), ...ur, ...ik, ...ion, ...in hunkøn
- navneord der ender på ...chen eller ...lein (diminutive former) er intetkøn
- navneord, der ender på ...ismus (-isme) er hankøn.

Andre afhænger af, i hvilken region det tales. Herudover eksisterer der også flertydige endelser som ...er, fx Feier (hunkøn), og Arbeiter (hankøn).Der er også også tendenser for hvilket køn et navneord har, og hvad det betegner eller hvad dets sidste stavelse er:
- Mandlige personer og mange dyr, fx der Dieb, der Kater, der Elephant, er ofte hankøn.
- Ugedage, måneder og årstider, fx der Montag, der Mai, der Sommer, er ofte hankøn.
- Kvindelige personer eller dyr og mange floder, fx die Tochter, die Mutter, die Katze, die Elbe, die Donau, er ofte hunkøn.
- De fleste navneord, der ender på -e, fx die Minute, die Hilfe, die Straße, er hunkøn.
- Infinitiven af udsagnsord, fx das Lesen, das Essen, er intetkøn.

Denne bøjningsgrad er betragteligt mindre end oldhøjtysk og andre gamle indoeuropæiske sprog såsom Latin, oldgræsk og sanskrit, og også mindre end eksempelvis oldengelsk, moderne islandsk og russisk. De tre køn er blevet kollapset i flertal. Med fire kasus og tre køn plus flertal er der 16 udgaver af kasus og køn/tal, men kun seks udgaver af de bestemte kendeord, der tilsammen dækker alle 16 situationer. For navneord er kasusbøjning påkrævet i ental for stærke hankøns og neutrale navneord, i genitiv og somme tider i dativ. Begge disse kasus er gradvist ved at blive erstattet af erstatninger i dagligdags tale. Dativnavneordsendelsen betragtes som gammeldags i mange kontekster, og droppes ofte, men den bruges stadig i eksempelvis ordsprog, i formel tale og på skrift. Svage hankønsnavneord deler en fælles kasusendelse i genitiv, dativ og akkusativ ental. Hunkønsnavneord bøjes ikke i ental. Flertallet har en bøjning for dativ. Til sammen eksisterer der syv bøjningsendelser på tysk (flertalsmarkører undtaget): -s, -es, -n, -ns, -en, -ens, -e.
I tysk ortografi bliver navneord og de fleste ord med samme syntaktiske funktion som navneord skrevet med stort forbogstav for at gøre det lettere for læsere at afgøre et ords funktion i en sætning (Am Freitag ging ich einkaufen.—"I fredags købte jeg ind."; Eines Tages kreuzte er endlich auf.—"En dag dukkede han endelig op.") Denne konvention er næsten unik for tysk i dag (måske kun delt med det tæt relaterede Letzeburgsk og flere enkeltstående dialekter af nordfrisisk), selvom det historisk set også har været almindeligt i andre sprog såsom dansk (som afskaffede stort forbogstav på navneord i 1948) og engelsk.
Ligesom de andre germanske sprog så danner tyske navneord sammensatte ord hvor det første navneord modificerer den kategori der gives af det andet, for eksempel: Hundehütte ("hundehytte"; nærmere bestemt: "hundekennel"). Ligesom dansk og flere andre germanske sprog - og i modsætning til eksempelvis engelsk - så skrives sammensatte ord på tysk i "lukket" form uden mellemrum mellem ordene, for eksempel: Baumhaus ("træhus"). Tysk tillader i teorien arbitrært lange sammensatte ord. Det længste tyske ord, der anerkendes som stadig værende i (begrænset) brug er Rindfleischetikettierungsüberwachungsaufgabenübertragungsgesetz, som, direkte oversat, er "oksekødsmærkningstilsynsopgaveoverdragelseslov" [fra Rind (kvæg), Fleisch (kød), Etikettierung(s) (mærkning), Überwachung(s) (tilsyn), Aufgaben (opgave), Übertragung(s) (overdragelse), Gesetz (lov)]. Eksempler som dette anses dog af de fleste som overdrevent bureaukratiske, stilistisk akavede og ligefrem satiriske.

### Artiklens bøjning
Artiklerne bøjes i de samme kategorier som substantiver:
|           | Hankøn                                     | Hunkøn                                        | Intetkøn                                    | Flertal                                                     |
| --------- | ------------------------------------------ | --------------------------------------------- | ------------------------------------------- | ----------------------------------------------------------- |
| Nominativ | der Bruder ein kein mein, dein er          | die Schwester eine keine meine, deine sie     | das Kind ein kein mein, dein es             | die Geschwister - Geschwister keine meine, deine sie        |
| Akkusativ | den Bruder einen keinen meinen, deinen ihn | die Schwester eine keine meine, deine sie     | das Kind ein kein mein, dein es             | die Geschwister - Geschwister keine meine, deine sie        |
| Genitiv   | des Bruders eines keines meines, deines    | der Schwester einer keiner meiner, deiner     | des Kind[e]s eines keines meines, deines    | der Geschwister - Geschwister keiner meiner, deiner         |
| Dativ     | dem Bruder einem keinem meinem, deinem ihm | der Schwester einer keiner meiner, deiner ihr | dem Kind[e] einem keinem meinem, deinem ihm | den Geschwistern - Geschwistern keinen meinen, deinen ihnen |

### Bøjning af verber
Bøjning af almindelige tyske udsagnsord (verber) omfatter:
- to overordnede konjugation-klasser: svage og stærke. Herudover findes en tredje klasse, kendt som "blandede udsagnsord", hvis konjugation kombinerer egenskaber fra både de stærke og svage mønstre.
- tre personer: første, anden og tredje.
- to tal: ental og flertal
- tre modi: indikativ, imperativ, konjunktiv (udover infinitiv)
- to handlingsformer: aktiv og passiv; den passive handlingsform bruger hjælpeverber og kan inddeles i statisk og dynamisk.
- to tempi uden hjælpeverber (præsens, præteritum) og fire tempi konstrueret med hjælpeverber (perfektum, pluskvamperfektum, futurum og futurum perfektum)

#### Verbumpræfikser
Betydningen af grundlæggende udsagnsord kan udvides, og somme tider ændres radikalt, gennem brug af en række præfikser. Nogle præfikser har en specifik betydning; præfikset zer- henviser til destruktion, som i zerreißen (at rive fra hinanden), zerbrechen (at brække i stykker), zerschneiden (at skære i stykker). Andre præfikser har kun vag betydning i sig selv; ver- findes i en række udsagnsord med en lang variation af betydninger, såsom versuchen (at forsøge) fra "suchen" (at søge), vernehmen (at afhøre) fra "nehmen" (at tage), verteilen (at fordele) fra "teilen" (at dele), verstehen (at forstå) fra "stehen" (at stå).
Blandt andre eksempler er  haften (at klæbe), verhaften (at tilbageholde); kaufen (at købe), verkaufen (at sælge); hören (at høre), aufhören (at ophøre); fahren (at køre), erfahren (at erfare).
Mange tyske udsagnsord har et separat præfiks, ofte med en adverbiel funktion. I finitte verber er dette skåret af og flyttet til sltuningen af bestemmelsen, og betragtes derfor af nogle som en "resultativ partikel". For eksempel kan mitgehen dvs. "at gå med" opdeles, og give Gehen Sie mit? ("går De med?").

### Ordstilling
Tysk ordstilling er generelt underlagt V2-ordstilling, samt SOV-ordstilling for hovedsætninger. I ja-nej-spørgsmål, udbrud og ønsker er det finitte verbum altid i position 1. I bisætninger stilles verbet i slutningen.
Tysk kræver at et verbalelement (enten hovedverbet eller hjælpeverbet) stilles på anden plads i sætningen. Foran verbet stilles sætningens tema. Elementet i fokus placeres i sætningens slutning. For en sætning uden bisætning kan dette eksempelvis gøres således:
Der alte Mann gab mir gestern das Buch. (Den gamle mand gav mig i går bogen; normal orden)
Das Buch gab mir gestern der alte Mann. (Bogen gav [til] mig i går den gamle mand)
Das Buch gab der alte Mann mir gestern. (Bogen gav den gamle mand [til] mig i går)
Das Buch gab mir der alte Mann gestern. (Bogen gav [til] mig den gamle mand i går)
Gestern gab mir der alte Mann das Buch. (I går gav [til] mig den gamle mand bogen; normal orden)
Mir gab der alte Mann das Buch gestern. ([Til] mig gav den gamle mand bogen i går (medfører: for dig var det en anden dato))
Et navneords placering i en tysk sætning har ingen betydning for om det er subjekt, objekt eller et andet argument.
Hjælpeverber
Hvis en sætning indeholder et hjælpeverbum placeres det i anden position, og hovedverbet placeres i slutningen af sætningen. Dette sker særligt i perfektum. Ordstillingen kan dog stadig variere, eksempelvis:
Der alte Mann hat mir heute das Buch gegeben. (Den gamle mand har mig i dag bogen givet.)
Das Buch hat der alte Mann mir heute gegeben. (Bogen har den gamle mand mig i dag givet.)
Heute hat der alte Mann mir das Buch gegeben. (I dag har den gamle mand mig bogen givet.)
Modalverber
Sætninger med modalverber placerer infinitivet i slutningen. For eksempel bliver den danske sætning  "Burde han gå hjem?" på tysk blive omarrangeret til at sige "Burde han (til) hjem gå?" (Soll er nach Hause gehen?). Hvis en sætning har flere ledsætninger vil infinitiverne derfor ligge i en klynge i slutningen. Modalverber er på tysk sollen (skulle), wollen (ville), können (kunne), müssen (skulle eller blive nødt til), dürfen (måtte) og mögen (kunne lide).
Flere infinitiver
Tyske ledsætninger har alle verberne i en klynge i slutningen. Da hjælpeverbet indkoder fremtid, passivum, modalitet og perfektum, kan dette føre til meget lange kæder af verber i slutningen af en sætning. I disse konstruktioner erstattes perfektum-participiet ge- ofte af infinitiven.
Man nimmt an, dass der Deserteur wohl erschossenV wordenpsv seinperf sollmod

Man fornemmer at desertøren formodentlig skudt blevet være burde

("Man fornemmer at desertøren formodentlig burde være blevet skudt")
Ordstillingen i slutningen af sådanne strenge kan variere.

## Retskrivning
Tysk skrives i det latinske alfabet. Udover de 26 standardbogstaver, har tysk tre vokaler med Umlaut, navnlig ä, ö og ü, såvel som det såkaldte scharfes s (skarpe s), ß. I Schweiz bruges "ss" i stedet for "ß". Herudover erstattes "ß" i Tyskland med "ss" når det skrives med store bogstaver, hvorimod det i Østrig traditionelt erstattes af "sz" (den samme digraf, som på ungarsk bruges til "s"-lyden); der findes dog undtagelser.
Skrevne tekster på tysk er let genkendelige ved eksempelvis umlaut og bestemte ortografiske egenskaber — tysk er det eneste større sprog, som skriver alle navneord med stort forbogstav, hvilket er et levn fra da dette blev bredt anvendt i Nordeuropa i den tidlige moderne æra — samt den hyppige brug af lange sammensatte ord. Det længste tyske ord, der er blevet publiceret, er "Donaudampfschiffahrtselektrizitätenhauptbetriebswerkbauunterbeamtengesellschaft" bestående af 79 tegn. Da læsbarhed og bekvemmelighed sætter naturlige grænser, bruges sammensatte ord med mere end tre eller fire navneord normalt kun i humoristiske kontekster.

### Moderne tid
Før den tyske retskrivningsreform á 1996 var det normalt at sætte ß i stedet for ss efter lange vokaler og tvelyde, samt før konsonanter, ord- og delords-slutninger. I den reformerede stavemåde sættes ß kun i stedet for ss efter lange vokaler og tvelyde. Da der ikke findes noget stort  ß, skrives det altid "SS" når der anvendes store bogstaver. For eksempel bliver Maßband (målebånd) til MASSBAND. En undtagelse fra dette er ß i juridiske dokumenter og formularer, når navne skrives med stort. For at undgå forvirring ift. lignende navne bruges et "ß"  i stedet for "SS". (så "KREßLEIN" i stedet for "KRESSLEIN".) Et stort ß er blevet foreslået og inkluderet i Unicode ("ẞ"; Unicode-tegn U+1E9E), men anerkendes endnu ikke som standardtysk. I Schweiz bruges ß slet ikke.
Umlaut-vokaler (ä, ö, ü) transskriberes normalt som ae, oe og ue hvis umlautene ikke er tilgængelige på tastaturet eller andet anvendt medium. På samme måde kan ß transskriberes som ss. Nogle styresystemer bruger tastekombinationer til at udvide rækken af mulige tegn til umlaut; i Microsoft Windows gøres dette eksempelvis ved at bruge Alt-koder. Tyske læsere forstår disse transskriberinger (selvom de ser usædvanlige ud), men de undgås hvis den almindelige umlaut er tilgængelig, da de er en nødløsning og ikke ordentlig stavning.
Der er ingen overordnet enighed om hvordan bogstaver med umlaut bør sorteres. Telefonbøger erstatter dem med grundvokalen fulgt af et e. Nogle ordbøger sorterer hvert umlaut-bogstav som et separat bogstav efter grundvokalen, men oftere sorteres ord med umlaut lige efter det samme ord uden umlaut. Som et eksempel står Ärzte i en telefonbog efter Adressenverlage men før Anlagenbauer (fordi Ä erstattes af Ae). I en ordbog kommer Ärzte efter Arzt, men i nogle ordbøger kan Ärzte og alle andre ord der starter med Ä sættes efter alle ord, der starter med A. I nogle ældre ordbøger behandles Sch og St i starten af et ord som separate bogstaver, og sættes som separate opslag efter S, men de behandles normalt som S+C+H og S+T.
Skrevet tysk gør typisk også brug af en alternativ, inverteret åbnings-citationstegn som i „Guten Morgen!“.

### Historisk
Indtil starten af det 20. århundrede blev tysk hovedsageligt trykt i gotisk skrift (hovedsageligt i fraktur, men også i Schwabacher) og skrevet i tilsvarende håndskrift (for eksempel Kurrent og Sütterlin). Disse varianter af det latinske alfabet er meget forskellige fra de serif eller sans serif antikva-skrifter der bruges i dag, og særligt de håndskrevne udgaver er svære at læse for utrænede øjne. De trykte udgaver er dog af flere blevet fremført som værende nogle af de mest læsbare brugt til germanske sprog. (Ofte blev fremmedord i en tekst trykt i en "normal" skrift, selvom resten af teksten var i fraktur). Nazisterne bifaldt til at begynde med brugen af fraktur og Schwabacher, da de blev betragtet som ariske, omend de afskaffede dem i 1941, idet man fandt at bogstaverne var jødiske. Der er blevet spekuleret i om naziregimet bandlyste skriften, da de indså at fraktur ville skabe problemer med kommunikationen i de territorier, der var besat af Tyskland under anden verdenskrig.
Frakturskriften er dog forblevet til stede i hverdagslivet på pubskilte, ølbrands og andre former for reklamer, hvor det bruges til at repræsentere en rustikhed og antikvitet.
Korrekt brug af det lange s, (langes s), ſ, er central for at kunne skrive tysk i fraktur. Mange antikva-skrifter inkluderer også det lange s. Der gælder et bestemt sæt regler for brugen af det lange s i tysk tekst, men nutildags bruges det sjældent i antikva. Ethvert lille "s" i begyndelsen af en stavelse ville være et langt s i modsætning til det korte s, der markerer slutningen af en stavelse; for eksempel når man differentierer mellem ordene Wachſtube (vagthus) og Wachstube (vokstube). Man kan nemt afgøre hvilket "s" der skal bruges med den rigtige orddeling, ("Wach-ſtube" overfor "Wachs-tube"). Det lange s eksisterer kun som lille bogstav.

### Reformen i 1996
Den tyske retskrivningsreform af 1996 førte til en stor og ophedet offentlig debat. Delstaterne (Bundesländer) Nordrhein-Westfalen og Bayern ville ikke acceptere den. Uenighederne endte i højesteret, som afgjorde, at delstaterne havde ret til at bestemme selv, og at reformen kun kunne gøres til den officielle regel i skolerne — alle andre kunne fortsætte med at skrive, som de havde lært det. Efter 10 år uden indgreb fra forbundsdagen blev en større revision implementeret i 2006. I 2007 blev nogle traditionelle stavemåder endeligt invalideret, hvorimod mange af de ældre kommaregler i 2008 blev genimplementeret.
1996-reformens tydeligste ændring var sandsynligvis brugen af bogstavet ß, kaldet scharfes s (skarpt S) eller ess-zett (udtalt ess-tsett). Traditionelt blev dette bogstav brugt i tre situationer: 1) efter en lang vokal eller vokalkombination, 2) før et t, og 3) i slutningen af en stavelse, altså hhv. Füße, paßt og daß. I øjeblikket er det kun den første regel der følges, hvilket giver Füße, passt og dass. Ordet Fuß 'fod' har bogstavet ß, fordi det indeholder en lang vokal, selv om bogstavet er placeret i slutningen af en stavelse. Logikken bag denne ændring er, at et 'ß' er et enkelt bogstav, hvorimod 'ss' er to bogstaver, så de samme forskelle anvendes som for eksempel mellem ordene 'den' og 'denn'.
ß-reglen indtil 1996 kunne formuleres således: Der skrives kun ss mellem to vokaler, hvoraf den første er kort.
ß-reglen fra 1996 kan formuleres således: Der skrives ß efter lang vokal og diftong.

## Fonologi

### Vokaler
Tyske vokaler er enten korte eller lange (med undtagelse af diftong; se nedenfor):
|      | A    | Ä    | E        | I    | O    | Ö    | U    | Ü    |
| ---- | ---- | ---- | -------- | ---- | ---- | ---- | ---- | ---- |
| kort | /a/  | /æ/  | /ɛ/, /ə/ | /ɪ/  | /ɔ/  | /œ/  | /ʊ/  | /ʏ/  |
| lang | /aː/ | /æː/ | /eː/     | /iː/ | /oː/ | /øː/ | /uː/ | /yː/ |

Kort /ɛ/ realiseres som [ɛ] i stavelser med tryk (deriblandt sekundært tryk), men som [ə] i tryksvage stavelser. Bemærk at et kort /ɛ/ med tryk både kan staves med e og med ä (for eksempel rimer hätte 'ville have' med Kette 'kæde'). Generelt er de korte vokaler åbne og de lange vokaler lukkede. Den eneste undtagelse af den åbne /ɛː/ lyd af det lange Ä; i nogle varianter af standardtysk er /ɛː/ og /eː/ smeltet sammen til [eː], og fjerner dermed denne anomali. I det tilfælde bliver par såsom Bären/Beeren 'bjørne/bær' eller Ähre/Ehre 'ører/ære' homofone.
I mange varianter af standardtysk udtales et tryksvagt /ɛr/ ikke som [ər], men vokaliseres derimod til [ɐ].
Hvorvidt et bestemt vokalbogstav repræsenterer det lange eller korte fonem er ikke helt forudsigeligt, omend der eksisterer de følgende regelmæssigheder:
- Hvis en vokal (andet end i) er i slutningen af en stavelse eller følges af en enkelt konsonant, udtales den normalt lang (eks. Hof [hoːf]).
- Hvis en vokal følges af h eller hvis et i følges af et e, er den lang.
- Hvis en vokal følges af en dobbeltkonsonant (såsom ff, ss eller tt), ck, tz eller en konsonantklynge (som st eller nd), er den næsten altid kort (eks. hoffen [ˈhɔfən]). Dobbeltkonsonanter har udelukkende den funktion at markere de forgående vokaler som korte; konsonanten selv udtales aldrig forlænget eller fordoblet.

Begge disse regler har undtagelser (f.eks. hat [hat] 'har' er kort på trods af den første regel; Mond [moːnt], 'måne' er lang på trods af den tredje regel).
Der er ingen generel regel for et i som hverken kombineres til ie (hvilket gør det langt) eller følges af en dobbeltkonsonant eller klynge (hvilket gør det kort). I nogle tilfælde er der regionale forskelle: I det centrale Tyskland (Hessen), udtales o i navnet "Hoffmann" langt, mens de fleste andre tyskere ville udtalle det kort; det samme gælder e i det geografiske navn "Mecklenburg" for folk i den region. Ordet Städte 'byer', udtales med en kort vokal [ˈʃtɛtə] af nogle (Jan Hofer, ARD Television) og med en lang vokal [ˈʃtɛːtə] af andre (Marietta Slomka, ZDF Television). En vokal fulgt af ch kan være kort (Fach [fax] 'kupé', Küche [ˈkʏçə] 'køkken') eller lang (Suche [ˈzuːxə] 'søgning', Bücher [ˈbyːçɐ] 'bøger') nærmest tilfældigt. Således er Lache homograf mellem [laːxə] Lache 'pål' og [laxə] Lache 'måde at le på' (dagligdags) eller lache! 'grin!' (imperativ).
Tyske vokaler kan danne de følgende digrafer (på skrift) og diftonger (i udtale); bemærk at udtalen af nogle af dem (ei, äu, eu) er væsentligt anderledes end hvad man kunne forvente ud fra komponentbogstaverne:
| stavning | ai, ei, ay, ey | au   | äu, eu |
| udtale   | /aɪ̯/           | /aʊ̯/ | /ɔʏ̯/   |

Herudover repræsenterer digrafen ie generelt fonemet /iː/, som ikke er en diftong. I mange varianter vokaliseres et /r/ i slutningen af en stavelse. En sekvens af en vokal fulgt af et sådanne vokaliseret /r/ er dog ikke en fonemisk diftong: Bär [bɛːɐ̯] 'bjørn', er [eːɐ̯] 'han', wir [viːɐ̯] 'vi', Tor [toːɐ̯] 'port', kurz [kʊɐ̯ts] 'kort', Wörter [vœɐ̯tɐ] 'ord'.
I de fleste varianter af standardtysk går et glottalt lukke [ʔ] forud for stavelser, der begynder med en vokal.

### Konsonanter
Det tyske konsonantsystem har med sine omkring 25 fonemer et gennemsnitligt antal konsonanter sammenlignet med andre sprog. En af de mere bemærkelsesværdige er den usædvanlige affrikat /p͡f/. Standardsprogets konsonanter vises nedenfor.
|              | Bilabial | Labiodental | Alveolar | Postalveolar | Palatal | Velar | Uvular | Glottal |
| ------------ | -------- | ----------- | -------- | ------------ | ------- | ----- | ------ | ------- |
| Klusil       | p3 b4    |             | t3 d4    |              |         | k3 ɡ4 |        |         |
| Affrikat     |          | pf          | ts       | tʃ (dʒ)5     |         |       |        |         |
| Frikativ     |          | f v         | s z      | ʃ (ʒ)5       |         | x1    |        | h       |
| Nasal        | m        |             | n        |              |         | ŋ     |        |         |
| Approksimant |          |             | l        |              | j       |       |        |         |
| Rotisk       |          |             | r2       |              |         |       | (ʁ~ʀ)2 |         |

- 1/x/ har to allofoner, [x] og [ç], efter hhv. bag- og front-vokaler.
- 2/r/ har tre allofoner i fri variation: [r], [ʁ] og [ʀ]. I stavelsescoda findes allofonen [ɐ] i mange varianter.
- 3 De ustemte klusiler /p/, /t/, /k/ er aspirerede medmindre der forinden har været en sibilant.
- 4 De stemte klusiler /b/, /d/, /ɡ/ bliver afstemt til hhv. /p/, /t/, /k/ i ord-afsluttende placeringer.
- 5/d͡ʒ/ og /ʒ/ fremgår kun i ord med fremmed oprindelse (oftest engelsk eller fransk).
- Hvor en trykt stavelse har en start-vokal, eksisterer der en forudgående [ʔ]. Da dens tilstedeværelse er forudsigelig ud fra konteksten, betragtes [ʔ] ikke som et foneme.

Konsonantstavelser
- c for sig selv er ikke et tysk bogstav. I låneord udtales det normalt [t͡s] (før ä, äu, e, i, ö, ü, y) eller [k] (før a, o, u og konsonanter). Kombinationen ck bruges til at indikere at den forudgående vokal er kort.
- ch fremkommer oftest og udtales enten [ç] (efter ä, ai, äu, e, ei, eu, i, ö, ü og konsonanter; i det diminutive suffiks -chen; og i begyndelsen af et ord), [x] (efter a, au, o, u), eller [k] i begyndelsen af et ord før a, o, u og konsonanter. Ch fremkommer aldrig i begyndelsen af et oprindeligt tysk ord. I låneord der starter med Ch før lyse vokaler (Chemie "kemi" etc.) betragtes [ç] som standard.
- dsch udtales [d͡ʒ] (eks. Dschungel /ˈd͡ʒʊŋəl/ "jungle") men fremkommer kun i nogle få låneord.
- f udtales [f] som i "far".
- h udtales [h] i begyndelsen af en stavelse. Efter en voka er det stumt og forlænger kun vokalen (eks. Reh [ʁeː] = rådyr).
- j udtales [j] i germanske ord (Jahr [jaːɐ]). I nylige låneord følger det mere eller mindre de pågældende sprogs udtale.
- l udtales altid [l], aldrig *[ɫ].
- q eksisterer kun i kombination med u og udtales [kv]. Det fremkommer i både germanske og latinske ord (quer [kveːɐ̯]; Qualität [kvaliˈtɛːt]). Men da de fleste ord med q er latinske er bogstavet sjældent på tysk, såvel som på dansk.
- r udtales normalt på guttural vis (et tonet uvular frikativ [ʁ] eller uvular tremulant [ʀ]) foran en vokal eller konsonant (Rasen [ˈʁaːzən]; Burg [buʁk]). På talt tysk vokaliseres det dog normalt efter en vokal (er udtales meget lig [ˈɛɐ]—Burg [buɐk]). I nogle varianter udtales r som et "tungespids" r (rulle-r [r]).
- s udtales i Tyskland som [z] (som i "zebra") hvis det danner begyndelsen af en stavelse (eks. Sohn [zoːn]), ellers [s] (eks. Bus [bʊs]). I Østrig og Schweiz udtales det altid [s]. et ss [s] indikerer at den forgående vokal er kort. st og sp i begyndelsen af ord af tysk oprindelse udtales hhv. [ʃt] og [ʃp].
- ß (et unikt tysk bogstav kaldet scharfes S eller Eszett) var en ligatur af et dobbelt s og af et sz og udtales altid [s]. Det har sin oprindelse i gotisk og erstattede traditionelt ss i slutningen af en stavelse (eks. ich muss → ich muß; ich müsste → ich müßte); i et ord adskiller det sig fra ss [s] ved at det indikerer at den forgående vokal er lang (sammenlign in Maßen [in ˈmaːsən] "med mådehold" og in Massen [in ˈmasən] "i massevis"). Brugen af ß er for nylig blevet begrænset af en tysk stavningsreform, og bruges ikke længere i stedet for ss efter en kort vokal (eks. "ich muß" og "ich müßte" blev altid udtalt med et kort U/Ü); Schweiz og Liechtenstein afskaffede det allerede i 1934.[39]
- sch udtales [ʃ].
- tion i latinske låneord udtales [tsion].
- th kan en sjælden gang findes i låneord og udtales [t]
- v udtales [f] i ord af germansk oprindelse, såsom Vater [ˈfaːtɐ], Vogel "fugl", von "fra, af", vor "før, foran", voll "fuld" og præfikset ver-. Det bruges også i låneord hvor det traditionelt skal udtales [v]. Denne udtale er bevares i eksempelvis Vase, Vikar, Viktor, Viper, Ventil, vulgär; udtalen hælder dog mod [f] jo længere sydpå man kommer. Nogle ord, såsom Ventil og navnet Valentin (og ikke eksempelvis Vase) har nået et direkte f i Bayern og Schwaben.
- w udtales [v] (eks. was [vas]).
- y udtales som [y] når det er langt, og [ʏ] når det er kort (som i Hygiene [hygiːnə] ; Labyrinth [labyˈʁɪnt] eller Gymnasium /ɡʏmˈnaːziʊm/), bortset fra i ay og ey som begge udtales [ai]. Det bruges ofte i låneord og udtales som i det oprindelige sprog - eksempelvis i Style eller Recycling.
- z udtales altid [t͡s] (eks. zog [t͡soːk]). Et tz indikerer at den forudgående vokal er kort.

#### Konsonantskifte
Tysk har ikke nogle dentale frikativer (den såkaldte "th-lyd"). Th-lydene, som det engelske sprog stadig har, forsvandt i det tyske sprog på kontinentet i forbindelse med konsonantskiftet mellem det 8. og det 10. århundrede. Det er somme tider muligt at finde paralleller mellem engelsk og tysk ved at erstatte det engelske  th med det tyske d: engelsk "Thank" → tysk "Dank", engelsk "this" og "that" → "dies" og "das", "thou" (gammelt andenpersons singulært pronomen) → "du", "think" → "denken", "thirsty" → "durstig".
På samme måde kan det engelske gh ofte forbindes til det tyske ch: "to laugh" → lachen, "through" og "thorough" → durch, "high" → hoch, "naught" → nichts, "light" → leicht eller Licht, "sight" → Sicht, "daughter" → Tochter, "neighbour" → Nachbar.

## Ordforråd
Størstedelen af det tyske ordforråd kommer fra den germanske gren af den europæiske sprogfamilie. Der er dog en anseelig mængde låneord fra andre sprog, særligt fra Latin, græsk, italiensk, fransk og senest engelsk.
Latinske ord blev allerede importeret ind i det tyske sprogs forgænger under Romerriget og undergik alle de fonetiske forandringer, der er kendetegnet ved tysk. Deres oprindelse er dermed ikke længere genkendelige for de fleste talere af sproget (f.eks. Pforte, Tafel, Mauer fra Latin porta, tabula, murus). Lån fra latin fortsatte efter Romerrigets fald gennem kirken og klostrene. En anden vigtig tilstrømning af latinske ord kom under renæssancehumanismen. I lærd kontekst er låneordene fra latin fortsat frem til i dag - i de seneste årtier ofte indirekte gennem låneord fra engelsk. I løbet af det 15. til 17. århundrede var der stor indflydelse fra italiensk, hvilket førte til mange italienske låneord indenfor arkitektur, finans og musik. Indflydelsen fra fransk i det 17. til 19. århundrede resulterede i en endnu større import af franske ord. Den engelske indflydelse var allerede til stede i det 19. århundrede, men blev ikke dominerende før den anden halvdel af det 20. århundrede.
Notker Labeo var i stand til at oversætte aristoteliske afhandlinger i ren (oldhøj)tysk i årtierne efter år 1000. Traditionen med låneoversættelse blev genoplivet i det 18. århundrede, hvor lingvister som Joachim Heinrich Campe introducerede hundredvis af ord som stadig bruges på moderne tysk. Selv i dag er der bevægelser som forsøger at fremme Ersatz (erstatningen) af unødvendige fremmedord med tyske alternativer.
Som på dansk er der mange synonympar på grund af det germaniske ordforråds berigelse med låneord fra latin og latiniseret græsk. Disse ord har ofte bibetydninger, der er forskellige fra deres germanske modstykker, og ses normalt som mere videnskabelige.
- Historie - "historisk", (Geschichte, geschichtlich)
- Humanität -  "humanitet"/"menneskelighed", (Menschlichkeit)
- Millennium  - "millennium"/"årtusinde", (Jahrtausend)
- Perzeption - "perception"/"opfattelse", (Wahrnehmung)
- Vokabular - "vokabularium"/"ordforråd", (Wortschatz)

Størrelsen på det tyske ordforråd er svært at vurdere. Da Deutsches Wörterbuch (Den Tyske Ordbog) blev startet af Jacob og Wilhelm Grimm indeholdt den således allerede mere end 330.000 opslagsord i sin første udgave. Det moderne tyske videnskabelige ordforråd vurderes at være på ni millioner ord og ordgrupper (baseret op abaktse af 35 millioner sætninger i et korpus i Leipzig, som pr. juli 2003 indeholdt 500 millioner ord i alt).

## Organisationer
Brugen og læringen af det tyske sprog fremmes af en række organisationer.

### Goethe-Institut
Det statsstøttede Goethe-Institut (opkaldt efter den berømte tyske forfatter Johann Wolfgang von Goethe) har som mål at forbedre kendskabet til tysk kultur og sprog i Europa og resten af verden. Dette gøres ved at afholde udstillinger og konferencer med tysk-relaterede temaer og yde træning og vejledning i at lære og mestre det tyske sprog. For eksempel driver Goethe-Instituttet den såkaldte Goethe-Zertifikat tyskkvalifikation.
I København er Goethe-Institut Dänemark ansvarlig for hele landet inklusive Færøerne og Grønland.
Goethe-Institut Dänemark har et bredt udvalg af videreuddannelsestilbud for tysklærere og sprogpolitiske aktiviteter i tæt samarbejde med danske tysklærerforeninger. I samarbejde med sprog og eksamensforberedende kurser afholder instituttet på to sproginstitutter i København og Århus internationalt anerkendte sprogkurser.

### Verein Deutsche Sprache
Det Dortmund-baserede Verein Deutsche Sprache (VDS), som blev stiftet i 1997, støtter det tyske sprog og er den største sprogforening af borgere i verden. VDS har mere end 35.000 i mere end 70 lande. Dets grundlægger, statistikprofessor Dr. Walter Krämer, har været bestyrelsesformand for foreningen siden dens begyndelse.

### Deutsche Welle
Den tyske statsejede radio- og tv-station Deutsche Welle er det tyske svar på det britiske BBC World Service og sender radio- og tv-udsendelser på tysk og 30 andre sprog på globalt plan. Dets tysksprogede tjeneste er designet til folk, der søger at lære tysk, og tales derfor langsomt. Deutsche Welle driver også en E-læringsportal til at lære tysk.

## Fodnoter
1. 1 2 3  National Geographic (april 2006). National Geographic Collegiate Atlas of the World. Willard, Ohio: RR Donnelley & Sons Company. s. 257-270. ISBN 978-0-7922-3662-7.
2. 1 2  EUROPA – Allgemeine & berufliche Bildung – Regional- und Minderheitensprachen der Europäischen Union – Euromosaik-Studie
3. ↑  "Deutsch in Namibia" (PDF) (tysk). Supplement of the Allgemeine Zeitung. 2007-08-18. Arkiveret fra originalen (PDF) 24. juni 2008. Hentet 2008-06-23.
4. ↑  SCHLESISCHES WOCHENBLATT – Die größte deutsch-polnische Zeitung der deutschen Minderheit in Polen. Information, Kultur, Politik, Service
5. ↑  "Verein Deutsche Sprache e.V. – Prominente Mitglieder und Ehrenmitglieder". Arkiveret fra originalen 4. juli 2009. Hentet 21. december 2008.
6. ↑  EUROPA – Allgemeine & berufliche Bildung – Regional- und Minderheitensprachen der Europäischen Union – Euromosaik-Studie
7. ↑  EUROPA – Education and Training – Europa – Regional and minority languages – Euromosaïc study
8. ↑  "Wayback Machine" (PDF). Arkiveret fra originalen (PDF) 30. november 2007. Hentet 21. december 2008.
9. ↑  SbZ – Deutsche Minderheit in Rumänien: "Zimmerpflanze oder Betreuungs-Objekt" – Informationen zu Siebenbürgen und Rumänien
10. ↑  Europa-kommissionen (2004). "Many tongues, one family. Languages in the European Union" (PDF). Europa (webportal). Hentet 5. april 2013.
11. 1 2 3 4  Ammon, Ulrich (november 2014). "Die Stellung der deutschen Sprache in der Welt" (PDF) (tysk) (1st udgave). Berlin, Germany: de Gruyter. ISBN 978-3-11-019298-8. Hentet 2015-07-24.
12. ↑  Jan Goossens: Niederdeutsche Sprache: Versuch einer Definition. In: Jan Goossens (Hrsg.): Niederdeutsch: Sprache und Literatur. Karl Wachholtz, 2. Auflage, Neumünster 1983, S. 27; Willy Sanders: Sachsensprache, Hansesprache, Plattdeutsch: sprachgeschichtliche Grundzüge des Niederdeutschen. Vandenhoeck & Ruprecht, Göttingen 1982, ISBN 3-525-01213-6, S. 32 f.; Dieter Stellmacher: Niederdeutsche Sprache. 2. Auflage, Weidler, Berlin 2000, ISBN 3-89693-326-4, S. 92.
13. ↑  Sum of Standard German, Swiss German, and all German dialects not listed under "Standard German" at Ethnologue (18th ed., 2015)
14. ↑  "German 'should be a working language of EU', says Merkel's party". Telegraph.co.uk. 18. juni 2013.
15. ↑  Modern Language Association, February 2015, Enrollments in Languages Other Than English in United States Institutions of Higher Education, Fall 2013 Arkiveret 4. april 2015 hos  Wayback Machine. Retrieved 2015-07-07.
16. ↑  Eurostat - Foreign language learning statistics
17. ↑  "Why Learn German?". Goethe Institute. Hentet 28. september 2014.
18. ↑  "Usage Statistics of Content Languages for Websites, January 2015".
19. ↑  "Why Learn German?". SDSU – German Studies Department of European Studies. Arkiveret fra originalen 23. oktober 2014. Hentet 28. september 2014.
20. ↑  Bs - Sproget - And I Utide/Steen Laursen: | Fritid | Fyens.Dk
21. 1 2  US Census 2000
22. 1 2  "Statistics Canada 2006". Arkiveret fra originalen 25. december 2018. Hentet 31. januar 2009.
23. ↑  Global Statistics Arkiveret 29. maj 2008 hos  Wayback Machine, Global Reach.
24. ↑  Internet Languages Arkiveret 17. januar 2009 hos  Wayback Machine, NVTC Arkiveret 17. januar 2009 hos  Wayback Machine.
25. 1 2  "Distribution of languages on the Internet".
26. ↑  Palmares Arkiveret 16. december 2008 hos  Wayback Machine, Internet Society.
27. ↑  Funredes.
28. ↑  Vilaweb Arkiveret 2. april 2006 hos  Wayback Machine.
29. ↑  Tacitus’ Germania | Counter-Currents Publishing
30. ↑  Haus der Bayerischen Geschichte - Königreich - „Brüder vom teutschen Bunde“ (1842) - Ton
31. ↑  Reise Eines Teutschen Romantikers Nach Batavia... (German Edition): Karl P. Heinzen: 9781275334175: Amazon.com: Books
32. ↑  Sachsen & Bayern: Wie andere Völker uns Deutsche nennen - DIE WELT
33. ↑  "German Professors Visit Maryland English Institute to Refine Their English for the Classroom" (PDF). University of Maryland, College Park. 2005. Arkiveret fra originalen (PDF) 5. februar 2009. Hentet 2008-01-29.
34. ↑  After English; "Europeans and Language" (PDF). Europa Kommissionen. 2005. Hentet 2007-12-08.
35. ↑  "Languages in Europe". Europakommissionen. 2007. Hentet 2008-02-12.
36. ↑  Adolf Reinecke, Die deutsche Buchstabenschrift: ihre Entstehung und Entwicklung, ihre Zweckmäßigkeit und völkische Bedeutung, Leipzig, Hasert, 1910
37. ↑  Bormann-Original-Schreiben
38. ↑  Kapr, Albert (1993). Fraktur: Form und Geschichte der gebrochenen Schriften. Mainz: H. Schmidt. s. 81. ISBN 3-87439-260-0.
39. ↑  "Mittelschulvorbereitung Deutsch". Mittelschulvorbereitung.ch. Hentet 15. marts 2010.
40. ↑  Fausto Cercignani, The Consonants of German: Synchrony and Diachrony, Milano, Cisalpino, 1979.
41. ↑  hvoraf dele kan være genlån fra germansk-frankisk
42. ↑  Verein Deutsche Sprache e.V. "Verein Deutsche Sprache e.V. - Der Anglizismen-Index". Vds-ev.de. Arkiveret fra originalen 10. marts 2010. Hentet 15. marts 2010.
43. ↑  "Ein Hinweis in eigener Sache". Wortschatz.informatik.uni-leipzig.de. 7. januar 2003. Hentet 15. marts 2010.
44. ↑  "Learning German, Experiencing Culture – Goethe-Institut". Goethe.de. Hentet 24. januar 2012.
45. ↑  "Verein Deutsche Sprache e.V."
46. ↑  "Who we are". DW.DE. 31. december 2011. Arkiveret fra originalen 15. oktober 2012. Hentet 14. juni 2013.